# 안동영명학교
안동영명학교(安東永明學校)는 경상북도 안동시 북후면 오산리에 있는 사립 특수학교이다. 지적장애 학생을 위한 특수교육기관으로 유치원, 초등학교, 중학교, 고등학교, 전공과를 두고 있다.

## 학교 연혁
- 1972년 3월 16일 : 개교

## 참고 자료
- 안동영명학교 - 한국교육학술정보원 학교알리미